# Let it Ride
Let it Ride är ett musikalbum från 1979 av den svenska sångerskan Py Bäckman.

## Låtförteckning
| Nr  | Titel                         | Låtskrivare               | Längd |
| --- | ----------------------------- | ------------------------- | ----- |
| 1.  | "It's Not Easy"               | Py Bäckman                | 2:25  |
| 2.  | "Just One look"               | Doris Payne, Py Bäckman   | 2:00  |
| 3.  | "Time's Running out"          | Py Bäckman                | 4:10  |
| 4.  | "Let it Ride"                 | Py Bäckman                | 2:45  |
| 5.  | "Angel"                       | Py Bäckman                | 3:14  |
| 6.  | "River Flows"                 | Py Bäckman, Wille Warholm | 5:00  |
| 7.  | "Rock on"                     | Py Bäckman                | 3:34  |
| 8.  | "Let the Night Pass"          | Py Bäckman                | 3:28  |
| 9.  | "One of All These Superstars" | Py Bäckman                | 3:09  |
| 10. | "It's Only My Life"           | Py Bäckman                | 2:44  |
| 11. | "Bottle of Happiness"         | Py Bäckman                | 3:03  |
| 12. | "Private Party"               | Py Bäckman                | 4:03  |